# Manne Walberg
Karl Emanuel ("Manne") Walberg, född 15 februari 1912 i Lunds stadsförsamling, död 11 oktober 1985 i Lidingö församling, var en svensk jurist.
Manne Walberg avlade juris kandidatexamen 1935, gjorde tingstjänstgöring 1936–1939 och utnämndes 1939 till fiskal i Göta hovrätt. Han var chef för Priskontrollnämndens sekretariat 1942–1943, blev assessor i Göta hovrätt 1948, var byråchef vid Riksåklagarämbetet 1951–1957, hovrättsråd i Göta hovrätt 1953–1960, riksåklagare 1960–1966, justitieråd i Högsta domstolen 1966–1979 och ledamot av lagrådet 1971–1973. Walberg är begravd på Lidingö kyrkogård.

## Utmärkelser
- Kommendör med stora korset av Nordstjärneorden, 6 juni 1970.[5]